# Der gebieterische Ruf
Der gebieterische Ruf ist ein im Herbst/Winter 1943/44 entstandenes deutsches Filmmelodram von Gustav Ucicky mit Rudolf Forster und Maria Holst in den Hauptrollen.

## Handlung
Dr. Christine Exner ist eine tüchtige junge Ärztin. Einst musste sie in Graz aus privaten Gründen das Angebot ihres vorgesetzten Arztes, Hofrat Prof. Wichmann, ablehnen, ihm als seine Assistenzärztin nach Wien zu folgen. Nun aber, da sich die Dinge offensichtlich geändert haben, kommt sie auf den Hofrat zu und fragt ihn, ob das Angebot von einst noch gilt. Wichmann bejaht, und Christine wird seine rechte Hand. Bald kommt man sich auch privat näher, und der Professor fragt Christine eines Tages, ob sie nicht seine Frau werden wolle. So wird aus Fräulein Dr. Exner Frau Professor Wichmann. Während beider Hochzeitsreise wird der Professor wegen eines dringenden Falls ans Wiener Klinikum zurückgerufen. Dem Schauspieler Ferdinand Hofer ist infolge einer Verletzung eine Zyste im Gehirn gewachsen, die, da sie sehr schnell wächst, baldmöglichst operativ entfernt werden muss. Die Operation gilt als schwierig und gefährlich zugleich.
Diese Situation ist nicht ohne Pikanterie, denn Hofer war einst in Graz Christines Liebhaber. Christine und der Jungmime begegnen sich kurz vor der Operation bei einem Konzert der Wiener Philharmoniker, und die junge Professorengattin lässt ihre einstigen Rendezvous damals in Graz vor dem geistigen Auge Revue passieren. Als junge Medizinerin hatte sie ihn während eines Patientenbesuchs kennen gelernt, und rasch wurde aus den beiden jungen Leuten ein Liebespaar. Da Ferdinand Hofer als Charmeur und Bonvivant gilt, und die Frauenherzen dem attraktiven jungen Schauspieler nur so zufliegen, kamen Christine bald Zweifel, ob ihr Liebhaber auch wirklich treu sein könne. So nahm sie bald Abstand und folgte dem Ruf Prof. Wichmanns, ihres heutigen Gatten. Ferdinand wiederum zögerte, einer Verpflichtung ans Theater nach Berlin nachzukommen, da er Christine, die in Graz gebunden war, nicht zurücklassen wollte. Da diese ihm aber dazu riet, in die deutsche Hauptstadt zu gehen, kam es zu beider Trennung. Dennoch liebt Christine Ferdinand auch heute noch. 
Ferdinand hat das Wiedersehen mit seiner Ex seelisch ziemlich erschüttert, was für die anstehende Operation ziemlich suboptimal ist. Auch Christine ist emotional hin- und hergerissen, will aber ihrem Mann treu bleiben. Nachdem Christines Gatte Professor Wichmann das Gespräch zwischen den beiden zufällig mitgehört hat, ist er sich sehr unsicher, ob er Ferdinand noch operieren soll und verschiebt selbige auf unbestimmte Zeit. Doch der gebieterische Ruf des Pflichtgefühls eines Arztes, der dazu berufen ist, Kranke zu heilen, obsiegt schließlich über persönliche Befindlichkeiten, nicht zuletzt deshalb, weil ihm seine Frau, die kurz zuvor ihren Ex-Geliebten einen Kuss gegeben hatte, ihre unverbrüchliche Treue und Liebe versichert hat. Und so operiert Professor Wichmann den Schauspieler, zumal die Operation keinen Tag länger aufgeschoben werden kann. Der Eingriff wird ein voller Erfolg, und Ferdinand Hofer gilt als geheilt. Der Professor weiß, dass ihm seine Frau nur etwas vorgespielt hat, um ihn nicht zu verletzen, und dass ihre Zuneigung noch immer dem sehr viel jüngeren Bühnenkünstler gilt. Und so gibt Wichmann seine Christine frei und will sich fortan wieder ganz seinem Beruf widmen. Als Ferdinand Hofer nach der Operation im Krankenbett erwacht, sieht er als erstes Christines Gesicht.

## Produktionsnotizen
Der gebieterische Ruf entstand zwischen Mitte November 1943 und Mitte Februar 1944 in den Wiener Rosenhügel-Ateliers und wurde am 11. Juli 1944 in Wiens Scala-Kino uraufgeführt. Die Berliner Premiere erfolgte drei Tage später. 
Fritz Podehl übernahm die Produktionsleitung. Gustav Abel entwarf die Filmbauten, die Kostüme stammen von Hilde Reihs-Gromes. Otto Untersalmberger und Alfred Norkus kümmerten sich um den Ton. Hannes Staudinger stand als einfacher Kameramann Chefkameramann Günther Anders zur Seite.
Der Film erhielt das staatliche Prädikat „künstlerisch besonders wertvoll“.
Der Film kostete 1,388 Millionen Reichsmark und war damit leicht überdurchschnittlich teuer. Allerdings spielte Der gebieterische Ruf bis Februar 1945 knapp 2,7 Millionen RM ein und galt damit als großer Kassenerfolg.

## Kritik
„Sentimentales Arzt- und Liebesdrama mit mangelhafter psychologischer Motivierung.“

Auf film.at konnte man lesen: „In einem langen Schlussmonolog beschwört Rudolf Forster als alternder Arzt die Notwendigkeit, das Gemeinwohl vor das private zu stellen. Mit diesem Ausgang war die Wien-Film wieder »auf Linie«, nachdem sie Goebbels mit Ucickys vorangegangenen Filmen gegen sich aufgebracht hatte.“